# Your Mother Should Know (пісня)
«Your Mother Should Know» (укр. Твоя мати повинна знати) - пісня групи «The Beatles», випущена на альбомі "Magical Mystery Tour" (альбом вийшов 27 листопада 1967 року в США у вигляді окремого диску, тоді як у Великій Британії альбом вийшов у вигляді двох міні-альбомів 8 грудня того ж року). Не дивлячись на те, що офіційними авторами цієї пісні вказаний дует Леннона-Маккартні, фактично її написав саме Пол Маккартні.
За словами Маккартні, він написав цю пісню просто як музичний номер для фільму «Magical Mystery Tour». У самій стрічці пісня звучить у фінальному епізоді, де учасники групи спускаються по сходам у білих смокінгах. На смокінгах Джона Леннона, Джорджа Харрісона і Рінго Старра видно червоні гвоздики, тоді як гвоздика Пола Маккартні - чорна (цей епізод спричинив нову хвилю обговорень у зв'язку з поширеністю легенди про смерть Пола Маккартні).  
Цей епізод зрештою спародіював Альфред Янковик у фільмі «UHF».

## Учасники запису
- Пол Маккартні - вокал, підголоски, бас-гітара, фортепіано
- Джон Леннон - підголоски, орган Хаммонда
- Джордж Харрісон - підголоски, гітара
- Рінго Старр - ударні, бубон